# Старшая Оливская хроника
Старшая оливская хроника (нем. Die Aeltere Chronik von Oliva) — написанное на латинском языке около середины XIV века неким монахом Оливского монастыря (около Гданьска) сочинение об истории Тевтонского ордена в Пруссии в XIII—XIV вв.
В первой четверти XVI века эта хроника была использована при составлении Памятной записки об отношениях Тевтонского ордена с Польшей.

## Издания
- Die Chroniken von Oliva und Bruchstucke aelterer Chroniken. Die aeltere Chronik von Oliva nach der neuaufgefundenen v. Pawlikowskischen Handschrift // Scriptores rerum prussicarum. — Band V. — Leipzig, 1874.

## Переводы на русский язык
- Старшая оливская хроника в переводе И. М. Дьяконова на сайте Восточная литература